# ONE×ONE
『ONE x ONE』（ワン バイ ワン）は、CHAGE&ASKA（現：CHAGE and ASKA）のドキュメンタリー・ビデオ。1999年4月30日にVHS（ファンクラブ限定）で発売された。シリアルナンバー入り。発売元はREAL CAST。

## 概要
本作は、1996年のソロ活動開始から、1999年C&A再始動までを追ったドキュメント。

## 収録内容
1. この愛のために
作詞・作曲：飛鳥涼　編曲：松本晃彦
2. VISION
3. 作詞・作曲：CHAGE　編曲：西川進

再始動第一弾シングル「この愛のために/VISION」の新作発表ミニライブの映像や２人のソロ活動のドキュメンタリーなどを収録している。